# Karlheinz Stockhausen
Karlheinz Stockhausen (Kerpen-Mödrath, a prop de Colònia, Alemanya, 22 d'agost de 1928 - Kürten, Alemanya, 5 de desembre de 2007) fou un dels compositors més importants de música clàssica del segle xx. Va estudiar piano i pedagogia musical al Conservatori Superior de Colònia, així com musicologia, germanística i filosofia a la Universitat de la mateixa ciutat, dedicant-se a la composició des dels anys 50 i orientant-se des d'un principi cap a la música serial. Obres d'aquest període són, entre d'altres, Kreuzspiel i Formel.
El 1952 estudia amb Olivier Messiaen rítmica i estètica a París, on s'introdueix en la tècnica del serialisme integral, amb altres compositors importants de l'època i també alumnes de Messiaen, com Iannis Xenakis i Pierre Boulez. Des de 1953 compon obres de música electrònica, com Gesang der Jünglinge (El cant dels adolescents). És un dels pioners d'aquest gènere, juntament amb Pierre Boulez.
Des de llavors va escriure més de tres-centes obres, algunes de les quals han sigut de gran influència en el desenvolupament de la música de la segona part del segle xx. La seva influència ha sobrepassat l'àmbit de l'anomenada música culta, arribant fins al Jazz i al Rock. Músics com Miles Davis, o Frank Zappa, per posar dos exemples, reconeixen la influència de la música de Stockhausen.
A més de compositor, és remarcable també la seva tasca com a director d'orquestra.
En les seves obres, compostes en un període de gairebé seixanta anys, s'eviten formes musicals tradicionals. A més de la música electrònica —amb presentacions en viu i sense— les seves composicions van des de miniatures de caixes de música a través d'obres per a instruments solistes, cançons, música de cambra, música coral i orquestral, amb un cicle de set òperes de llarga durada. Els seus escrits, teòrics i altres, comprenen deu volums de grans dimensions. Va rebre nombrosos premis i distincions per les seves composicions I enregistraments, i tot per les partitures produïdes per la seva companyia editorial.
Algunes de les seves composicions notables inclouen la sèrie de dinou Klavierstücke (Peces per a piano, 1952–2004), Kontra-Punkte per a deu instruments (1952–53), la música electrònica/concreta Gesang der Jünglinge (1955–56), Gruppen per a tres orquestres (1955–57), el solo per un percussionista Zyklus (1959), la música electrònica i amb solistes Kontakte (1958–60) i Hymnen (1966–67/69), la cantata Momente (1962–64/69), la música en viu-electrònic Mikrophonie I (1964), Stimmung per sis cantants (1968), la música intuïtiva Aus den sieben Tagen (1968), Mantra per a dos pianos i electrònica (1970), Tierkreis (1975), Inori per a solistes i orquestra (1974), i la gegantina cicle d'òpera Licht (1977–2004).

## Biografia

### Infància
Karlheinz Stockhausen va néixer al castell de la ciutat de Mödrath, que servia en aquella època de maternitat del districte de Rhein-Erft-Kreis, a l'oest de l'estat de Renània del Nord-Westfàlia, estat alemany fronterer amb Bèlgica. La ciutat de Mödrath, localitzada prop de Kerpen i Colònia, va ser desplaçada el 1956 per explotar una mina de lignit a cel obert, però el castell segueix existint.
El seu pare era mestre d'escola i la seva mare era filla d'una pròspera família de grangers de Neurath, prop de Colònia. Ella tocava el piano i cantava, però després de quedar embarassada tres cops consecutius, va patir una crisi nerviosa i va ser internada a un hospital psiquiàtric el desembre de 1932. Pocs mesos més tard va morir el seu germà menor Hermann.
Stockhausen se'n va anar a viure a Altenburg als 7 anys, on va rebre classes de piano de l'organista de la Catedral d'Altenburg, Franz-Josef Kloth. El seu pare, Simon Stockhausen, es va tornar a casar el 1938 amb una altra dona, Luzia, amb la qual va tenir dues filles.

### Tragèdia a la II Guerra Mundial
Com molts, ell va viure una tragèdia familiar al desencadenar-se la II Guerra Mundial quan només tenia 11 anys.
Entre el 1941 i el 1942 es va assabentar que la seva mare havia mort, aparentment de leucèmia, com tots els que estaven internats en aquell hospital, que suposadament havien mort d'aquella mateixa malaltia. Es dona per fet que ella va ser una víctima de la policia nazi "d'eutanàsia pels individus no productius”. Posteriorment, Stockhausen representarà l'execució de la seva mare a l'hospital mitjançant una injecció letal, a l'Acte 1 escena 2 (“Mondeva”) de l'òpera Donnerstag aus Licht.
Per una part, degut a la seva mala relació amb la seva madrastra, el gener de 1942, Karlheinz va ingressar a un internat de Xanten on va continuar aprenent piano i també va estudiar oboè i violí, i va fer treballs a una granja.
La tardor de 1944, va ser allistat per a servir com a portalliteres traslladant ferits a Bernburg. El febrer de 1945 es va reunir per última vegada amb el seu pare a Altenburg, el qual es va acomiadar de Stockhausen premonitòria-ment, abans de ser enviat a lluitar al front est, del que no tornaria.

### Joventut i estudis
Del 1947 al 1951 va estudiar piano i pedagogia musical al Conservatori Superior de Colònia (la prestigiosa "Hochschule für Musik Köln"). També va estudiar musicologia, filosofia i llengua germànica a la Universitat de Colònia. Va completar els seus estudis d'harmonia i contrapunt amb el compositor Hermann Schroeder.
El 1950 es va interessar per la composició i va ser admès a final d'any a la classe del compositor suís Frank Martin, que començava un contracte de 7 anys com a professor a Colònia. Simultàniament als seus estudis va treballar d'obrer a una fàbrica, de guàrdia a un aparcament i de vigilant d'habitatges de les tropes d'ocupació.
El 1951 es va matricular als cursos d'estiu de Darmstadt, centre difusor del serialisme i de corrents avantguardistes afins, on va prendre contacte amb la música d'Anton Webern i amb la nova generació de compositors serialistes. Allà va conèixer el compositor belga Karel Geoyvaerts, que havia estudiat anàlisi musical amb Olivier Messiaen i composició amb Darius Milhaud a París, i que va influir en la decisió de Stockhausen de realitzar aquells mateixos estudis.
A Darmstadt també va prendre contacte amb els compositors que integraven l'avantguarda musical alemanya fora del dodecaisme – Paul Hindemith, Edgar Varèse… - i dins del dodecaisme – Arnold Schönberg, Ernst Krenek… - i també l'estètica de Theodor W. Adorno i René Leibowitz. Juntament amb Bruno Maderna, György Ligeti i Luigi Nono, Stockhausen va assistir a Darmstadt a cicles de concerts que canviarien la seva concepció de la música, com el famós estudi per a piano Mode de valors e intensitats de Messiaen, que el va fer decidir-se a traslladar-se a París, on va arribar el 8 de gener de 1952, per matricular-se al Conservatori i assistir a les classes de composició de Milhaud i al curs d'anàlisi i estètica de Messiaen.
Amb Messiaen es va familiaritzar amb la tècnica del serialisme, juntament amb altres compositors importants i altres alumnes de Massiaen, com Iannis Xenakis o Pierre Boulez, que en aquell moment treballava en les Structures I per a dos pianos i amb qui establiria una gran amistat, que inicia una llarga correspondència entre ambdós compositors.
Prèviament, el 1951, Stockhausen s'havia casat amb una companya d'estudis, Doris Andreä, amb la qual va tenir quatre fills, la Suja (1953), la Christel (1956), el Markus (1957) i la Majella (1961).
Des de 1953 va compondre obres de música electroacústica, com Gesang der Jünglunge ("El cant dels adolescents"), servint com a demostració pràctica de la viabilitat de compondre fent uns de mètodes mai abans provats a la música clàssica, com dispositius electrònics o algoritmes matemàtics.
Quan va tornar a Alemanya, el març de 1953, va iniciar la seva col·laboració amb l'Estudi de Música Electroacústica de la Radio Oest de Colònia – anomenada NWDR i WDR a partir de l'1 de gener de 1955 -, una institució clau per a altres compositors de música electroacústica, com John Cage. El 1962 Stockhausen va succeir a Eiment com a director de l'estudi.
També va començar a divulgar les seves teories en els cursos de Darmstadt, una activitat que va mantenir fins a mitjans de la dècada dels anys 1970, i en la que va tenir molts seguidors i alumnes entre ells l'italià Franco Evangelisti.
De 1954 a 1956 Stockhausen va estudiar fonètica, acústica i teoria de la informació amb Werner Meyer-Eppler a la Universitat de Bonn.
Juntament amb Eiment va editar la influent revista «Die Reihe» des de 1955 fins a 1962.

### Maduresa
Stockhausen va fer conferències i concerts a Europa, Amèrica del Nord i Àsia. Va ser professor convidat de composició a la Universitat de Pennsilvània el 1965, i a la Universitat Davis de Califòrnia del 1966 al 1967. Va fundar i dirigir els Cursos de Noves Músiques de Colònia des de 1963 fins a 1968. El 1971 va ser nomenat professor de composició del Conservatori Nacional de Música, permanent al lloc fins al 1977.
El 1961 va comprar un terreny al barri de Kürten, un poble a l'est de Colònia, prop de Bergisch Gladbach a la Bergisches Land, on es va fer construir una casa dissenyada per l'arquitecte Erich Schneider-Wessling, on va fixar la seva residència el 1965.
El 1967 es va casar amb la pintora i escultora alemanya Mary Bauermeister – nascuda el 1934 i fundadora el 1960 d'un moviment artístic d'avantguarda a Colònia que més tard donaria lloc al moviment Fluxus – i amb qui va tenir dos fills: Julika (1966) i Simon (1967).
El 1998 va crear els Cursos Stockhausen, impartits anualment a Kürten.

### Controvèrsia sobre les seves declaracions sobre l'11-S

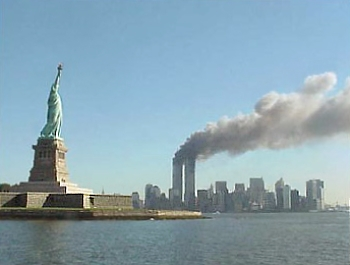

A finals del 2001, Stockhausen va ser protagonista d'una agria polèmica degut a unes declaracions que va fer amb relació a l'atemptat de l'11 de setembre de 2001 de Nova York. Diversos mitjans de comunicació van publicar que ell havia qualificat "d'obra d'art" l'atemptat terrorista. Stockhausen es va queixar que algunes paraules seves s'havien tret de context i malinterpretat.
A continuació s'inclou una descripció detallada de la polèmica:
En una conferència de premsa a Hamburg, el 16 de setembre de 2001, un periodista li va preguntar a Stockhausen si els personatges de l'obra Licht eren per ell «figures fora d'una historia cultural comuna» o si posseïen «representació material». El compositor va replicar: «Reso diàriament a Miquel, no a Llucifer. He renunciat a ell. Però està massa present, com a Nova York recentment». Un altre periodista li va preguntar que com li afectaven els recents atemptats terroristes de l'11 de setembre de 2001, i quina visió tenia d'aquells fets amb relació a l'harmonia de la humanitat representada a l'obra Hymnen.
| «                       | Bé, el que ha succeït és, per suposat – han d'entendre correctament això – l'obra d'art més gran de tots els temps. El fet que els esperits s'han realitzat en un únic acte és una cosa amb la qual no podrem somiar mai en la música. Aquesta gent va practicar deu anys durament, fanàticament per un concert. I llavors van morir. I això és l'obra d'art més gran que existeix en tot el cosmos. Ara imagini que això ha succeït aquí. Hi ha gent que esta tan concentrada en aquesta única actuació, i llavors cinc mil persones són conduïdes a la resurrecció. En un moment. Jo no puc realitzar això. Comparat amb això, no som ningú, com a compositors […] Això és un crim, per suposat que ho sabeu, perquè la gent no ho havia acordat. Ells no venien a aquest concert. Això és obvi. I ningú els havia dit: "tu pots ser assassinat en el procés". | » |
| — Karlheinz Stockhausen | |   |

En un posterior missatge, va afirmar que la premsa havia publicat un "falç i difamatori reportatge" sobre els seus comentaris i va aclarir el següent:
| «                       | A la conferencia de premsa de Hamburg, em van preguntar si Miquel, Eva i Llucifer eren figures històriques del passat i jo vaig contestar que ells existien ara, per exemple, Llucifer a Nova York. A la meva obra jo he definit a Llucifer com l'esperit còsmic de la rebel·lió, de la anarquia. Ell usa el seu alt grau d'intel·ligència per destruir la creació. Ell no sap estimar. Després d'algunes preguntes sobre els fets d'Amèrica, vaig dir que com a pla sembla la major obra d'art de Llucifer. Per suposat, vaig utilitzar l'expressió «obra d'art» per descriure el treball de destrucció personificat en Llucifer. En el context dels meus altres comentaris això era inequívoc. | » |
| — Karlheinz Stockhausen | |   |

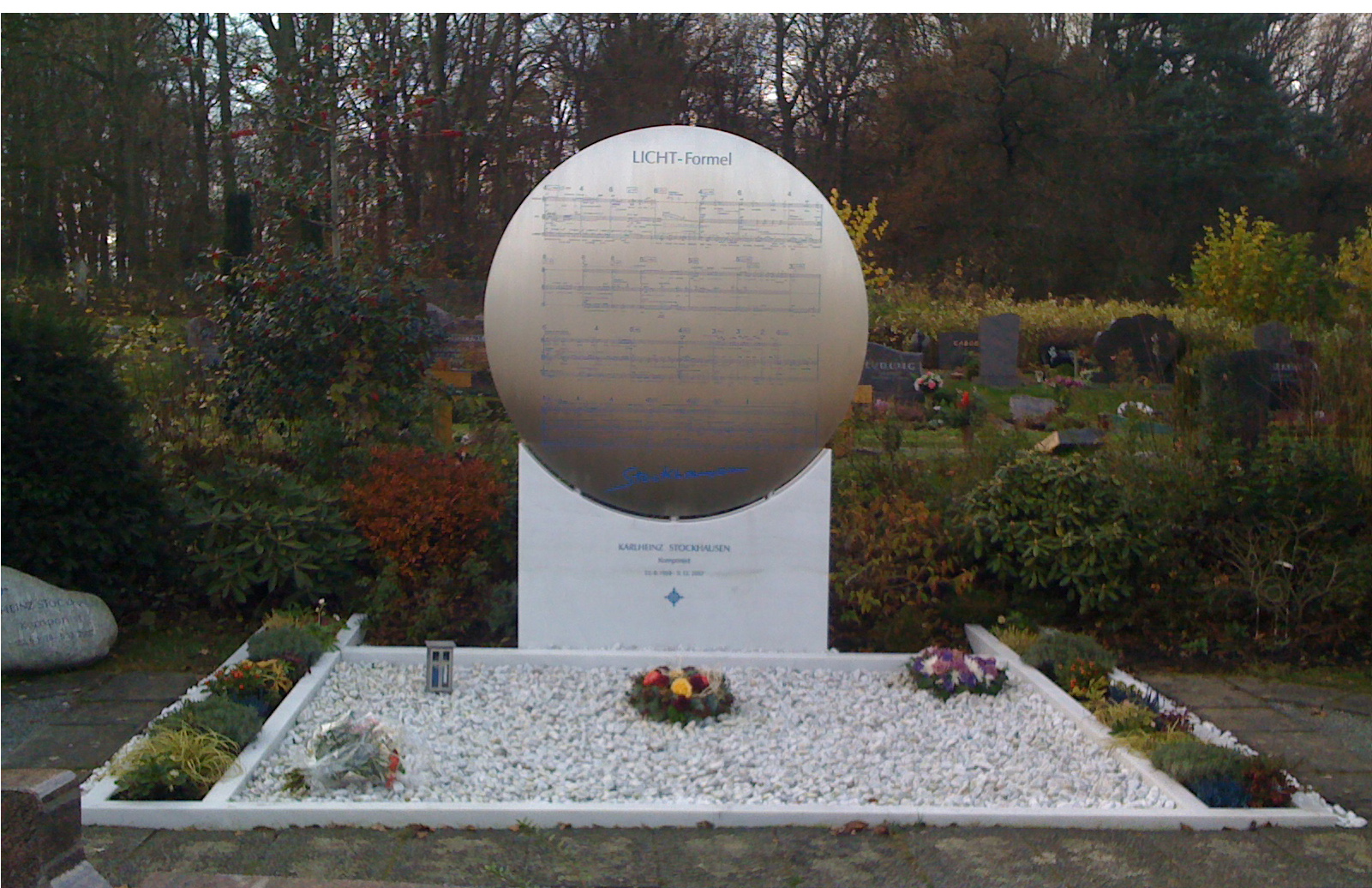
Tomba del compositor.

Com a resultat de la reacció als seus comentaris, un festival de quatre dies sobre la seva obra a Hamburg va ser cancel·lat. A més a més, la seva filla pianista va anunciar a la premsa que no tornaria a actuar amb el cognom Stockhausen.

### Defunció
D'acord amb l'anunci efectuat per la Fundació Stockhausen el 7 de desembre de 2007, va morir el matí del 5 de desembre de 2007, degut a una sobtada aturada cardíaca, a la ciutat de Kürten-Kettenberg propera a Colònia a l'estat alemany de Renània del Nord-Westfalia. Just havia acabat dos treballs encarregats per a uns espectacles de Bolonya i el Festival dels Països Baixos previst pel juny del 2008 a Amsterdam.

## Obres
Stockhausen va compondre 363 obres, totes elles enregistrades i recollides en 139 CD. Freqüentment s'apartava radicalment de la tradició de la música clàssica influenciada per Messiaen, Edgard Varèse, i Anton Webern. També es va deixar influir per altres disciplines artístiques com el cine (Stockhausen 1996b) o pintors com Piet Mondrian (Stockhausen 1996a, 94; Texte 3, 92-93; Toop 1998) i Paul Klee. Paral·lelament a la seva labor com a compositor va destacar també com a director d'orquestra.

### Dècada del 1950
Stockhausen va començar a compondre durant el seu tercer any de conservatori, però només ha publicat quatre de les seves primeres composicions com a estudiant: Chöre für Doris, Drei Lieder, per a veu d'alto i orquestra de càmera, Choral, per a cor a cappella (les tres de 1950), i una Sonatina per a violí i piano (1951).
L'agost de 1951, just després de la seva primera visita a Darmstadt, Stockhausen va començar a treballar amb una forma de música atemàtica composta serialment que rebutjava la tècnica de 12 tons de Schoenberg.
Va qualificar moltes d'aquelles primerenques composicions com a “música puntual”, encara que algun crític conclou després d'analitzar en profunditat aquelles partitures que Stockhausen “mai va compondre puntualment”. Les composicions d'aquesta època inclouen obres com Kreuzspiel (1951), el Klavierstücke I-IV (1952) – la quarta peça està especialment citada per Stockhausen com a exemple de "música puntual”), i la primera versió (no publicada) de Punkte y Kontra-Punkte (1952).
Del que no hi ha dubte és que algunes obres d'aquests anys mostren a Stockhausen formulant les seves primeres contribucions, trencadores i revolucionaries, a la teoria i pràctica de la composició, com la “composició grupal”, una tècnica usada en les seves composicions des del 1952 i durant tota la seva obra. Aquest principi va ser descrit públicament per primer cop per ell en una locució de ràdio el desembre de 1955 titulada “Gruppenkomposition: Klavierstücke I”.
El desembre de 1952 va compondre un Konkrete Etüde, a l'estudi de música concreta de Pierre Schaeffer a París. El març de 1953 es va traslladar a l'estudi de la ràdio NWDR de Colònia i va canviar a la música electrònica amb dos Estudis Electrònics (1953 i 1954).
A l'obra Gesang der Jünglinge (1955-56) va introduir, per primer cop, l'emplaçament espacial de fonts de so, com la seva mescla de música concreta i música electrònica.
L'experiència guanyada amb els Estudis el van convèncer que era una simplificació inacceptable tractar els timbres com a entitats estables.
Reforçat pels seus estudis amb Meyer-Eppler, a principis de 1955 Stockhausen va formular nous criteris “estadístics” de composició, enfocant la seva atenció cap a la música aleatòria, tendència en la qual es movia el moviment sonor, “el canvi d'un estat a un altre, amb moviment de retorn o sense, com a oposat a l'estat estàtic”.
Posteriorment Stockhausen va escriure, descrivint aquell període en el seu treball de composició: “La primera revolució musical que va ocórrer des del 1952/53, denominada música concreta, música electrònica amb cinta magnetofònica, i música espacial, requeria compondre amb transformadors, generadors, moduladors, magnetòfons, etc., integrar totes les possibilitats sonores concretes i abstractes (sintètiques) incloent tots els sorolls, i aconseguir la projecció controlada del so a l'espai”.
La seva posició com a “compositor alemany líder de la seva generació” va ser conquerida amb Gesang der Jünglinge i tres peces compostes concurrentment amb diferents mitjans: Zeitmasze per a quatre instruments de vent fusta, Gruppen per a tres orquestres, i Klavierstücke XI. Els principis subjacents a aquestes tres composicions van ser presentats a l'article teòric més conegut de Stockhausen: “...wie die Zeit vergeht...” [“...Com passa el temps...”], publicat per primer cop el 1957 en el vol. 3 de la revista “Die Reihe”.

### Dècada del 1960
El 1960 Stockhausen va tornar a la composició de música vocal (per primer cop des de Gesang der Jünglinge) amb Carré per a quatre cors i quatre orquestres. Dos anys després comença una cantata expansible titulada Momente, per a soprano solista, quatre grups de cor i tretze instruments (1962-64/69).
Fou pioner en la interpretació de música electrònica en viu, amb obres com Mixtur, per a electrònica i orquestra (1964/67/2003), Mikrophonie I, per a tam-tam, dos micròfons i dos filtres amb potenciòmetres (6 intèrprets) (1964), Mikrophonie II, per a cor, òrgan Hammond i quatre moduladors en anell (1965) i Solo per a instrument melòdic amb realimentació (1966).
També va compondre dos obres de música electrònica per a cinta, Telemusik (1966) e Hymnen (1966-67), de la qual hi ha també una versió amb solistes i la 3ª d'aquestes quatre “regions” una versió amb orquestra.
En aquella època, Stockhausen va començar a incorporar música tradicional de tot el món a les seves composicions, sent Telemusik el primer exemple conegut d'aquesta tendència.
Durant la dècada de 1960, Stockhausen va explorar les possibilitats de la “música pocessada” en treballs per a espectacles en viu, com Prozession (1967), Kurzwellen, i Spiral (ambdues de 1968), culminant amb les composicions de música intuïtiva descrites verbalment de Aus den Sieben Tagen (1968), Für kommende Zelten (1968-70), Ylem (1972) i les primeres tres parts de Herbstmusik (1974).
El 1968 Stockhausen va compondre el sextet vocal Stimmung, per al “Collegium Vocale Köln”, una obra d'una hora basada completament en els harmònics d'un Si bemoll greu.

### Del 1970 al 1976
A partir de Mantra (1970), Stockhausen va experimentar amb la composició matemàtica, una tècnica que recorre a la projecció i multiplicació d'una melodia simple, doble o triple mitjançant una fórmula matemàtica lineal (Kohl 1983; Kohl 1990; Kohl 2004). Aquesta fórmula és per a Stockhausen, una llavor o cèl·lula mare que manté la qualitat principal de la serie de la duració o de l'escala elegida en els valors de temps. Mantra en el context de la música de Stockhausen és una eina per a desencadenar una espècie de meditació que permet comprendre la naturalesa i tècnica de la música, pretenent que a la llarga es produeixi una implantació que pugui aconseguir una transformació en les nostres vides. En tot el seu treball, com en Mantra, per més increïble que sembli, hi ha un intent de preparar a la humanitat per a aquesta transformació (psicològica o espiritual).
Alguns cops, (com en Mantra e Inori), la fórmula és col·locada al principi com a introducció. Continua fent ús d'aquesta tècnica per completar el seu cicle d'òpera Licht el 2003.
Altres obres d'aquesta època no estan creades amb la tècnica de fórmules matemàtiques i comparteixen un estil simple orientat a la melodia com: El duet vocal “Am Himmel wandre ich” [“Al cel caminant estic”], un dels 13 components de l'obra multimedia Alphabet für Liège, 1972, “Laub und Regen” (“Leaves and Rain”), per la peça teatral Herbstmusik (1974), i l'òpera coral Atmen gibt das Leben (“Breathing Gives Life”, 1974/77).
Les peces Tierkreis (“Zodiac”, 1974-75) i In Freudschaft (“En camaraderia”, 1977) han estat les composicions de Stockhausen més àmpliament interpretades i enregistrades.
Aquesta dramàtica simplificació d'estil es va convertir en el model a seguir per una nova generació de compositors alemanys, comunament coneguts amb la etiqueta de “Neue Einfachheit” o “Nova Simplicitat”. El més conegut d'aquests és Wolfgang Rihm, que va estudiar amb Stockhausen el 1972-73. Va compondre Sub-Kontur (1974-75) on reutilitza la fórmula de Stockhausen de Inori (1973-74).

### Del 1977 al 2003
Entre el 1977 i el 2003 va compondre un cicle de set òperes anomenades Licht: Die sieben Tage der Woche, “Llum: Els set dies de la setmana”, que tracta sobre les costums associades a cada dia de la setmana en diverses tradicions històriques – dilluns, naixement i fertilitat; dimarts, conflicte i guerra; dimecres, reconciliació i cooperació; dijous, viatges i aprenentatge; etc. - juntament amb la relació e interacció entre tres personatges arquetips: Llucifer, Miquel, i Eva.
La concepció de l'òpera de Stockhausen està basada en la cerimònia i en el ritual, amb influències de l'estil teatral japonès Noh, a més de les tradicions judo-cristianes i dels Vedes.
El tractament que dona a les veus i als textos alguns cops s'allunya de l'ús tradicional: els personatges són esquematitzats per ser presentats per instruments, ballarins o cantants, i en algunes parts de Licht (com per exemple, Luzifers Traum del Samstag, a les “escenes reals” durant Freitag o Welt-Parlament i Michaelion del Mittwoch) va utilitzar textos escrits o improvisats en llenguatges simulats o inventats.
Stockhausen va tenir la seva època daurada durant els anys 70, però posteriorment va seguir produint obres significatives com Stimmung (1986), en la que sis veus exploren durant setanta minuts les diverses possibilitats d'un sol acord.

### Del 2003 al 2007
Després de completar Licht, Stockhausen es va embarcar en un nou cicle de composicions basat en les hores del dia, titulat Klang [“Sons”], del qual va completar vint-i-una peces abans de la seva mort.
Les obres realitzades en aquest cicle són Primera hora: Himmelfahrt [“Ascensió”], per a orgue o sintetitzador, soprano i tenor (2004-05); Segona hora: Fraude [“Felicitat”] per a dos arpes (2005); Tercera hora: Natürliche Dauern [“Duracions naturals”] per a piano (2005-06); i Quarta hora: Himmels-Tür [“Porta del cel”] per a percussionista i nena petita (2005).
La Cinquena hora, Harmonien [“Harmonies”], és només en tres versions per a flauta, clarinet baix, i trompeta (2006); les versions de clarinet baix i flauta van ser estrenades a Kürten l'11 de juliol i el 13 de juliol de 2007, respectivament. La Sisena hora i les següents fins a la Dotzena hora són obres de música de cambra basades en la partitura de la Cinquena hora.
Les estrenes de la Sisena (Schönheit, per a flauta, trompeta, i clarinet baix), Sèptima (Balance, per a flauta, corn anglès, i clarinet baix), Novena (Huffnung, per a trio de cordes), i Dècima (Glanz, per a nou instruments, encarregat per l'Asko Ensemble i el Festival d'Holanda) van ser anunciats pel 2008.
La Ttretzena hora Cosmic Pulses (una obra electrònica creada mitjançant la superposició de 24 capes de so, cada una amb el seu propi moviment espacial, usant vuit altaveus situats al voltat de la sala de concerts) fou estrenada a Roma el 7 de maig de 2007 a l'Auditori Parco della Musica, (Sala Sinopoli). Les Hores 14 a 21 són peces solistes per a veu de baix, baríton, corn di bassetto, tenor, soprano, saxofon soprano i flauta, respectivament, amb l'acompanyament electrònic d'algunes de les capes de so de Cosmic Pulses.
A principis del 1990, Stockhausen va adquirir les llicències de molts dels enregistraments de la seva música que havia realitzat fins llavors, i va fundar la seva pròpia companyia discogràfica per a permetre que tota la seva música estes permanentment disponible en compact disc.
També va dissenyar i imprimir les seves partitures musicals, que sovint incorporen notació no convencional. La partitura de la seva peça Refrain, per exemple, inclou una tornada escrita en una cinta sense fi de plàstic transparent que s'ha de rotar per a la lectura, i el volum en Weltparlament (la primera de Mittwoch aus Licht) està codificat en color.
Stockhausen fou un dels pocs grans compositors del segle xx que ha escrit gran quantitat de música per a trompeta, inspirat pel seu fill Markus Stockhausen, trompetista.
Una de les obres més espectaculars i anticonvencionals de Stockhausen és Helikopter-Streichquartett [“Quartet per a cordes i helicòpter”] (la tercera escena de Mittwoch aus Licht), completada el 1993. En ella, els quatre membres d'un quartet de cordes toquen en quatre helicòpters que volen independentment sobre la rodalia de la sala de concerts. La música dels intèrprets és mesclada amb el so dels helicòpters i reproduïda mitjançant altaveus a l'audiència de la sala. Els vídeos de la performance són també retransmesos a la sala de concerts. Els intèrprets estan sincronitzats amb l'ajut d'un metrònom electrònic.
La primera representació de la peça es va realitzar a Amsterdam el 26 de juny de 1995, com a part del “Holland Festival”. Degut a la seva naturalesa extremament inusual, la peça ha estat interpretada en poques ocasions, incloent una el 22 d'agost de 2003 com a part del Festival de Salzburg per a inaugurar les instal·lacions del Hangar-7, i la seva estrena a Alemanya fou el 17 de juny del 2007 a Braunschweig dins del Festival Stadt der Wissenschaft 2007. La peça ha estat enregistrada pel “Arditti Quartet”.

## Llegat

### Influència a la música
Stockhausen i la seva música han estat controvertits i influents. Els dos primerencs Estudis Electrònics (especialment el segon) van tenir una poderosa influència en el posterior desenvolupament de la música electrònica a les dècades del 1950 i 1960, particularment en el treball de l'italià Franco Evangelisti i dels polonesos Andrzej Dobrowolski i Wlodzimierz Kotonski.
La influència del seu Kontrapunkte, Zeitmasse i Gruppen pot observar-se en el treball de molts compositors, incloent algunes obres d'Igor Stravinsky, com Threni (1957-58), Movements for Piano and Orchestra (1958-59) i Variacions: Homenatge a Aldous Huxley (1963-64), amb ritmes que “probablement han estat inspirats, almenys una part, per certs passatges de Gruppen de Stockhausen”.
En tot cas, músics de la generació de Stockhausen poden considerar-lo una influència improbable. En una conversació de 1957 Stravinsky va dir:
| «                                                   | Tinc al meu voltant l'espectacle de compositors els quals, després que la seva generació hagi tingut la seva dècada d'influència i fama, s'enclaustren a si mateixos lluny de posteriors desenvolupaments i de la següent generació (al dir això, em venen al cap excepcions, Krenek, per exemple). Per suposat, es necessita un major esforç per aprendre dels joves, els quals tenen mètodes que no són invariablement bons. Però quan tens setanta-cinc i la teva generació ha estat sobrepassada per alguns joves, la postura correcta és que tu decideixis no limitar-te a dir “com de lluny podem arribar els compositors”, i intentis descobrir totes les noves coses que estan fent la nova generació. | » |
| — Stravinsky, citat a Stravinsky y Craft 1959, 133. | |   |

Músics de jazz com Miles Davis, Cecil Taylor, Charles Mingus, Herbie Hancock, Yusef Lateef, i Anthony Braxton citen a Stockhausen com a influència.
També va influir a la música pop i rock. Frank Zappa fa un reconeixement a Stockhausen a la portada de Freak Out!, disc de 1966 amb el que va debutar amb els Mothers of Invention. Rick Wright i Roger Waters de Pink Floyd també el reconeixen com una influència (Macon 1997, 141; Bayles 1996, 222).
Les bandes psicodèliques de San Francisco Jefferson Airplane i Grateful Dead han afirmat vagament que seguien el mateix camí d'experimentació musical.
Els membres fundadors de la banda experimental de Colònia Can, Irmin Schmidt i Holger Czukay, van estudiar amb Stockhausen, com també ho van fer els pioners de la música electrònica alemanya Kraftwerk. Els experimentadors del so de guitarra de Nova York Sonic Youth també reconeixen la influència de Stockhausen, igual que la vocal Islandesa Björk (Guomundsdóttir 1996; Ross 2004, 53 & 55), i el grup britànic de música industrial Coil. Chris Cutler del grup experimental britànic Henry Cow van nombrar l'obra Carré de Stockhausen com un dels seu quatre enregistraments preferits (a Melody Maker, febrer de 1974).

### Ampli reconeixement cultural
Stockhausen, juntament amb John Cage, és un dels pocs compositors d'avantguarda que han aconseguit arribar a la consciència popular i molta més gent de la que ha escoltat la seva música coneix el seu nom.
Paul McCartney, va decidir incloure'l entre els personatges que apareixen a la portada de l'àlbum Sgt. Pepper's Lonely Hearts Club Band, com menciona Hunter Davies a la biografia autoritzada de The Beatles. Això reflecteix la seva influència als experiments d'avantguarda de la banda però també la fama i notorietat general que va obtenir a partir de 1967.
El nom de Stockhausen, i la percepció de la seva música com a estranya i “inescoltable”, han estat objecte d'acudits en dibuixos i caricatures, com es documenta en una pàgina de la web oficial de Stockhausen. Probablement la frase més càustica sobre Stockhausen és la atribuïda a Sir Thomas Beecham. A la pregunta: “Ha escoltat alguna cosa de Stockhausen?”, va respondre dient-li: “No, però crec que algun cop l'he trepitjat”.
El seu fantasma també es reflecteix en mencions en obres literàries. Per exemple, és mencionat en una novel·la de Philip K. Dick de 1974 Flow My Tears, The Policeman Said, i a la novel·la de Thomas Pynchon de 1966 The Crying of Lot 49. La novel·la de Pynchon transcorre a The Scope, un bar amb “una estricte política de música aleatòria”. La protagonista Oedipa Maas pregunta a un habitual del bar per un “frenètic cor de crits i gemecs” que procedeixen “d'algun tipus d'aparell musical”. Ell replica: “Això és de Stockhausen... la primera tendència popular en entusiasmar del teu so de Ràdio Colònia. Més tard vam aconseguir comprendre el seu ritme”.

### Crítica
Robin Maconie, un dels compositors i crítics especialistes en Stockhausen, va escriure que, “Comparant amb el treball dels seus contemporanis, la música de Stockhausen té una profunditat e integritat racional molt destacada... Les seves investigacions, inicialment guiades per Meyer-Eppler, tenen una coherència major que qualsevol altre compositor contemporani o posterior”. Maconie va comparar a Stockhausen amb Beethoven: “Si un geni és algú amb idees que resisteixen tots els intents d'explicació, llavors per definició Stockhausen és el més proper a Beethoven que aquest segle ha produït. Raó? La seva continua producció musical”. (Maconie 1988), i “Com va dir Stravinsky, un mai pensa en Beethoven com un excepcional compositor perquè la qualitat de la seva inventiva transcendeix la mera competència professional. Passa el mateix amb Stockhausen: la intensitat de la seva imaginació eleva les impressions musicals d'una elemental i perceptible bellesa inescrutable, superant els límits del disseny conscient”.
Igor Stravinsky va expressar un gran entusiasme, sense falta de crítica, per la música de Stockhausen als llibres sobre les seves conversacions amb Robert Craft i durant anys va organitzar audicions privades amb amics a casa seva on escoltaven cintes amb els últims treballs d'ell. A una entrevista publicada el març de 1968 va dir:
| «            | He estat escoltant tota la setmana la música per a piano d'un compositor actualment molt estimat per la seva habilitat per compondre una hora fins i tot més temps, però trobo l'alternança de grups de notes i silencis que el caracteritza més monòton que la més avorrida i quadriculada música del segle xviii. | » |
| — Stravinsky | |   |

A principis de 1995, la BBC Ràdio 3 va enviar a Stockhausen enregistraments dels artistes contemporanis – Aphex Twin, Plastikman, Scanner i Daniel Pemberton – i li va preguntar per la seva opinió sobre aquella música. L'agost d'aquell any, el periodista de Ràdio 3, Dick Witts, va entrevistar a Stockhausen sobre aquelles peces per a un programa emès l'octubre – i posteriorment publicat al número de novembre de The Wire – preguntant-li quins consells li donaria a aquells joves músics. Stockhausen va fer suggeriments individuals a cada un d'ells, que van ser convidats a respondre. Tots menys Plastikman ho van agrair.
En una entrevista realitzada per una periodista que li qüestionava “Què és la música?”, el mestre Stockhausen li va respondre el següent: “el so emès per una mestressa de casa mentre cuina no és música, però si jo l'enregistro, això sí que és música”.